# Gotra anthracina
Gotra anthracina là một loài tò vò trong họ Ichneumonidae.